# Martin Feltl
Martin Feltl (* 1714; † 11. Juni 1782 in Graz) war ein österreichischer Glockengießer.

## Leben
Martin Feltl, Sohn eines Müllers in Bayern, hat vermutlich unter Matthias Köstenbauer in der Grazer Gießerei gearbeitet.
Am 25. Jänner 1747 heiratete er die Witwe Maria Köstenbauer und erhielt am 5. Juni 1747 den Hoftitel. Da sich die Geschützgießerei in Wien konzentriert hatte, goss Feltl nur Glocken und ganze Glockensätze.
Nachdem 1773 die kaiserliche Gussstätte aufgelassen wurde, kauften Feltl und seine Frau das Gusshaus vor dem Sacktor und führten den Betrieb als bürgerliche Glockengießerei weiter.
Nach seinem Tod 1782 übernahm sein Sohn Franz Salesius Feltl die Glockengießerei.

## Glocken
Feltl goss Glocken mit der sogenannten Grazer Barockrippe nach dem Vorbild von Florentin Streckfuß (1687–1715) und Franz Anton Weyer (1720–1730).
- Große Glocke von Stadtpfarrkirche Hartberg 1774, 2408 kg, nicht mehr vorhanden.
- Stadtpfarrkirche Wolfsberg 1780, Dm 150 cm, nicht mehr vorhanden.
- Das Geläute der Pfarr- und Wallfahrtskirche Ehrenhausen mit 6 Glocken